# Martin Knosp
Martin Knosp (* 7. října 1959 Renchen, Německo) je bývalý německý zápasník, volnostylař. V roce 1984 na hrách v Los Angeles vybojoval v kategorii do 74 kg stříbrnou medaili. V roce 1981 zvítězil, v roce 1979 vybojoval stříbrnou a v roce 1983 bronzovou medaili na mistrovství světa. V roce 1982 obsadil jedenácté místo. V roce 1980 a 1982 vybojoval titul mistra Evropy. V roce 1979 a 1984 vybojoval stříbrnou a v roce 1981 a 1985 bronzovou medaili.
Zápasu se věnoval také jeho mladší bratr Erwin.